# Marie Elisabeth zu Mecklenburg

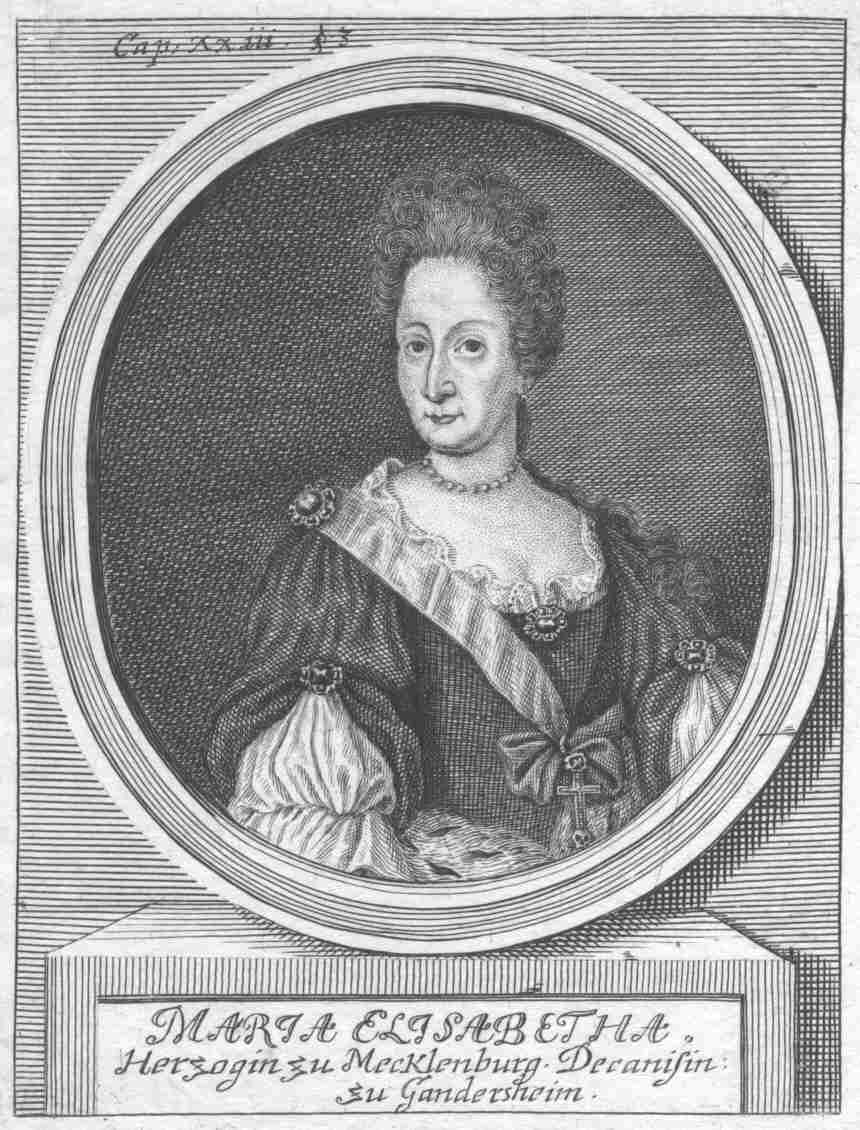
Marie Elisabeth zu Mecklenburg als Dekanin von Gandersheim (1707)

Marie Elisabeth, Herzogin zu Mecklenburg(-Schwerin) (* 24. März 1646; † 27. April 1713 in Gandersheim) war eine Prinzessin aus dem Haus Mecklenburg-Schwerin. Von 1712 bis 1713 war sie Äbtissin von Gandersheim und damit Reichsfürstin.

## Leben
Marie Elisabeth war das vierte Kind aus der zweiten Ehe von Herzog Adolf Friedrich von Mecklenburg-Schwerin mit Marie Katharina (1616–1665), Tochter von Herzog Julius Ernst von Braunschweig-Dannenberg (1571–1636).
Nachdem ihre Schwester Christina 1681 Äbtissin geworden war, erhielt Marie Elisabeth am 18. Dezember 1682 eine Präbende als Kanonissin im Kaiserlich freien weltlichen Reichsstift Gandersheim.
Schon am 24. November 1685 wurde sie zur Dekanin und damit zur Stellvertreterin der Äbtissin gewählt. Nach dem Tod ihrer Schwester 1693 rückte sie jedoch nicht zur Äbtissin auf, weil Herzog Anton Ulrich von Braunschweig-Wolfenbüttel (1633–1714) die Wahl seiner Tochter Henriette Christine von Braunschweig-Wolfenbüttel durchsetzte.
Marie Elisabeth zog sich daraufhin nach Mecklenburg zurück und vernachlässigte ihre Residenzpflicht in Gandersheim, so dass das Kapitel ihr 1709 mit dem Entzug ihrer Einnahmen drohte. In Mecklenburg gelang es ihr, 1704 mit List Regentin (Äbtissin) des Klosters Rühn zu werden. Das führte zum Einspruch des regierenden Herzogs Friedrich Wilhelm I., ihres Neffen, der davon ausgegangen war, dass Rühn nach dem Tod der Regentin Juliane Sibylle (1636–1701) als Kammergut landesherrlicher Besitz werden würde.  Der Fall kam vor das Reichskammergericht und wurde am 15. September 1705 mit einem Vergleich zugunsten Marie Elisabeths entschieden.
Die plötzliche Resignation der Gandersheimer Äbtissin Henriette Christine wegen der Geburt ihres unehelichen Kindes brachte sie nach Gandersheim zurück. Nachdem sie am 29. Oktober 1712 eine Wahlkapitulation unterzeichnet hatte, wählte sie das Kapitel am 3. November einstimmig zur Äbtissin. Ihre feierliche Amtseinführung fand am 15. Dezember 1712 statt.
Marie Elisabeth starb jedoch bereits im folgenden Frühling am 27. April 1713. Ihre Belehnung mit den Regalien durch Kaiser Karl VI. erfolgte posthum am 14. November 1713.

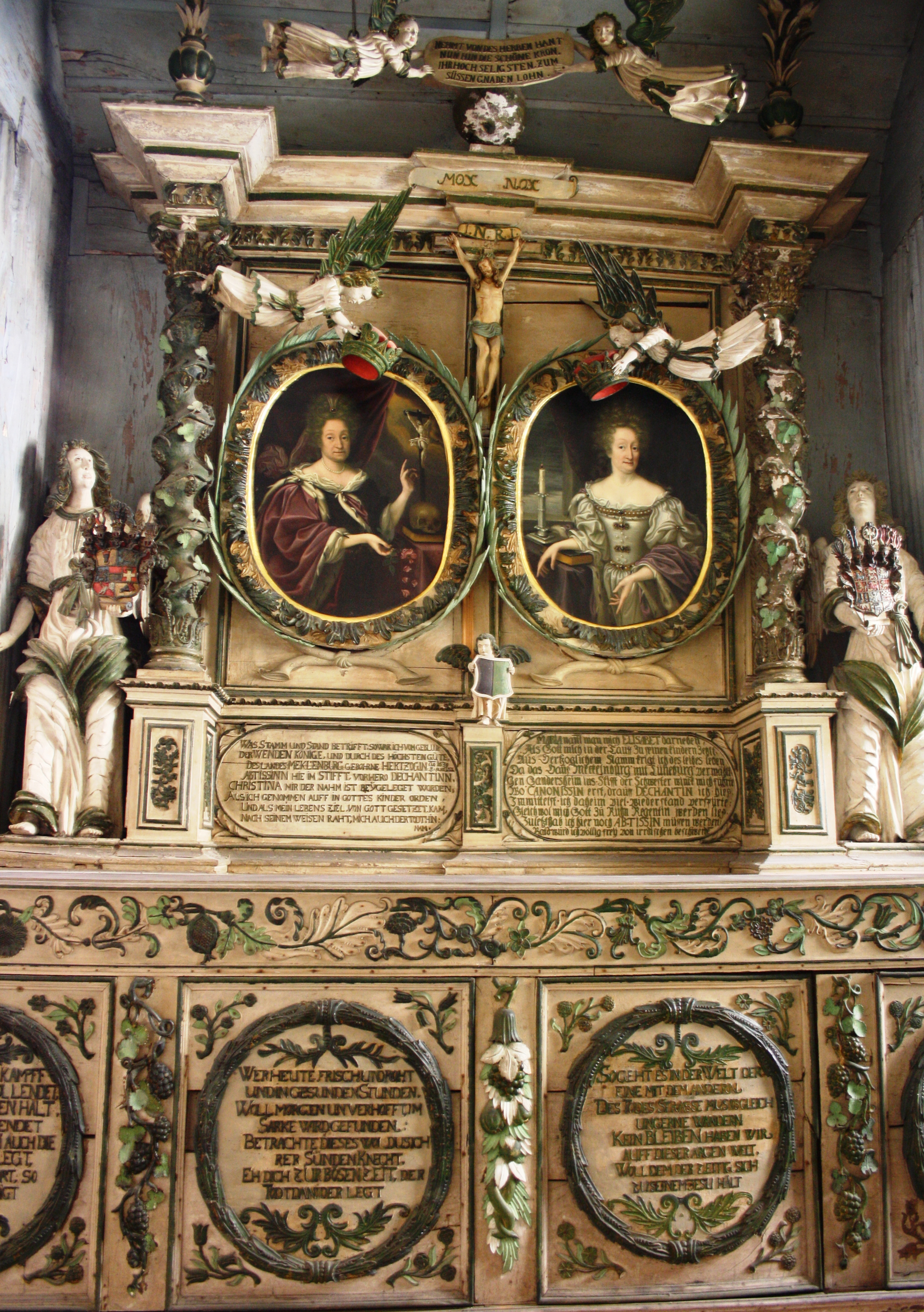
Mecklenburgisches Grabmal in der Stiftskirche Gandersheim der Äbtissinnen Christina und Maria Elisabeth zu Mecklenburg

Schon zu ihren Lebzeiten hatte Christina für sich und ihre Schwester in der Marienkapelle der Stiftskirche ein barockes Grabmal errichten lassen. Die Inschriften in Alexandrinern zum Thema Tod und Vergänglichkeit werden dem Pastor Arnold Gottfried Ballenstedt (1660–1722) zugeschrieben.  In diesem Mecklenburgischen Grabmal wurde zunächst Christina am 3. August 1693 beigesetzt. Marie Elisabeths Sarkophag folgte am 11. Oktober 1713. Das Grabmal, das Großherzog Friedrich Franz III. 1892 restaurieren ließ, ähnelt dem ihrer Halbschwester Sophie Agnes (1625–1694) im Kloster Rühn.
Ihre Nachfolgerin wurde Elisabeth von Sachsen-Meiningen.